# Худиев, Асим Халил оглы
Асим Халил оглы Худиев (22 февраля 1957, Баку, Азербайджанская ССР) — советский футболист, защитник. Арбитр ФИФА, инспектор УЕФА.

## Биография
Начал заниматься футболом в средней школе № 100, с 4 класса — в школе футбола при отделе просвещения, руководитель Алекпер Мамедов. В 1973 году — кандидат в дублирующий состав «Нефтчи», был зачислен в команду. В 1976 году играл за команду второй лиги «Автомобилист» Баку. В 1977—1984 годах провёл за «Нефтчи» в высшей лиге 180 игр. Выступал за команды второй лиги «Динамо» Кировабад (1985—1986), «Восход» Сумгаит (1987), «Гёязань» Казах (1991).
В 1989 году три месяца отработал помощником главного тренера Агасалима Мирджавадова в «Нефтчи».
С конца 1989 года стал работать судьёй, с конца 1993 года — судья республиканской категории. С 1995 года работал на международных матчах. Завершил судейскую карьеру в 2002 году. С 2004 года судья-инспектор УЕФА.
Возглавлял женскую сборную по футболу (2003—2007), временно исполняющий обязанности президента женской сборной (ноябрь 2007 — январь 2010).